# Galenomys garleppi
Galenomys garleppi és una espècie de mamífer rosegador de la família dels cricètids. Viu a altituds superiors a 3.000 msnm a Bolívia i el Perú. El seu hàbitat natural són les zones sorrenques obertes amb una mica d'herba. Es desconeix si hi ha cap amenaça significativa per a la supervivència d'aquesta espècie.
L'espècie fou anomenada en honor del col·leccionista alemany Gustav Garlepp.